# Дзьоба Володимир
Володимир Дзьоба (24 грудня 1913, Переволока, нині Чортківський район Тернопільської області — 6 березня 1979, Ковентрі) — український священник, перекладач.

## Життєпис
Народився 1913 рону в селі Переволока Бучацького повіту на Західній Україні. З успіхом закінчив богословські студії в Римі, отримавши ступінь доктора. Сан священника здобув 13 грудня 1941 року.
Після Другої світової війни обслуговував табори біженців в Італії, а також табір військовополонених Української Дивізії «Галичина» в Ріміні, разом з якими прибув до Англії в червні 1947 року. В Англії Володимир Дзьоба був парохом в Манчестері (де придбав церкву в 1954 році), в Східній Англії і Вельсі, а від 1963 року в м. Ковентрі і по різних осередках в Мідландс. В Ковентрі придбав гарний будиночок, що прилягав до церковної ділянки.
В Манчестері о. В. Дзьоба сприяв діяльності української школи: дозволив, щоб навчання відбувалося в церкві.
Володимир Дзьоба залюбки займався перекладом біблійних книг на українську мову. Здійснив переклад Книги Мудрості (1944), книги Рут, Товита, Пісні Пісень (1957), Книги Юдити (1945–1957) і Книги Проповідника (1944–1962). А ще йому належать переспіви Книги Псалмів (1944–1961) і Книги Йова (1944–1964).
В бібліотеці-архіві Української колегії св. Йосафата в Римі зберігається неопублікована праця В. Дзьоби « Українські переклади Священного Писання».
Володимир Дзьоба був членом Єпископської онсисторії, Почесним Радником Апостольського Екзархату і співредактором журналу «Наша Церква».
У 1975 році навколо справи патріархату в екзархаті Англії і Вельсу для вірних Української греко-католицької церкви виник конфлікт. У той час В. Дзьоба зазнавав значного тиску з боку єпископа Августина Горняка (який зрештою у 1987 подав у відставку). Це дуже підірвало здоров'я В. Дзьоби. Помер він на 66-му році життя 6 березня 1979 року в шпиталі Волзґрейв. Похований на цвинтарі святого Павла в місті Ковентрі.

## Переклади Біблії
- Проповідник (Когелет-Еклезіяст) / пер. В. Дзьоба. — Рим ; Манчестер 1944—1962. Мюнхен: [б.в.], 1962.  — 46 с. — (Священне Писання. Книги поетичні)
- Три Книги Святого Письма Старого Завіту: Рут-Товіт-Пісня Пісень / Перекл. Володимир Дзьоба. Мюнхен: Лоґос, 1957. 69 с. З поясненнями. (Завантажити тут [Архівовано 7 лютого 2022 у Wayback Machine.])
- Книга Юдити / Перекл. Володимир Дзьоба. Рим; Манчестер; Торонто 1945-1957. Мюнхен: Лоґос, 1958[7] 49 с. З грецької, з поясненнями.
- В. Дзьоба. Псальми або св. гимни. Переспів. Рим ; Манчестер 1944—1961. Мюнхен: [б.в.], 1961. 216 с.
- Дзьоба, Володимир: Книга Йова. Популярний переспів. Рим ; Ковентрі 1944-1964. Мюнхен: [б.в.], 1964. 103 с.